# Zamejski festival amaterskih dramskih skupin
Zamejski festival amaterskih dramskih skupin je prvič zaživel 29. junija 1995 v Mavhinjah (manjše kraško naselje nad Sesljanom v občini Devin Nabrežina v tržaški pokrajini). V Športno kulturnem društvu Cerovlje Mavhinje so si želeli, da bi lahko ovrednotili trud in delo številnih ljubiteljev, ki se v zamejstvu resno in zavzeto bavijo z gledališčem in so se odločili, da bi vsake dve leti organizirali gledališki festival tekmovalnega značaja.
Festival se je redno odvijal vsaki dve leti od leta 1995 do leta 2019, nato je nastopila svetovna zdravstvena epidemija Covida, po kateri niso festivala še obudili. Imel je vsekakor izjemen uspeh, saj je v dosedanjih trinajstih izvedbah nastopilo ogromno amaterskih igralcev, ki so odigrali skupno 2.788 različnih vlog. Največ igralcev je bilo leta 2003 (231 igralcev), najmanj pa na prvi izvedbi leta 1995 (147 nastopajočih). Največ skupin je sodelovalo leta 2003 (nastopalo je 28 skupin), najmanj pa leta 2019 (prijavilo se je 15 različnih igralskih skupin), povprečno število sodelujočih dramskih skupin pa je bilo 20. Največkrat so nastopili igralci Beneškega gledališča, Slovenskega odra (dramski odsek Radijskega odra) iz Trsta in Prosvetnega društva Štandrež.
Organizatorji so ob vsaki izvedbi izdali tiskano brošuro, v kateri so navedeni vsi glavni podatki: pravilnik festivala, spored celotne prireditve, imena skupin in vseh nastopajočih, predstavitve sodelujočih dramskih skupin, člani strokovne komisije, zmagovalce preteklih izvedb festivala. Knjižice so zelo bogate s fotografijami, tako da tvorijo pomemben dokument ljubiteljske gledališke dejavnosti v zamejstvu.
Razpoznavni znak mavhinjskega festivala je leta 1995 narisala umetnica Vesna Benedetič, ta je z leti postal pravi logotip prireditve in so ga prejemale (v raznih oblikah) v dar vse nastopajoče skupine.
Na Zamejskem festivalu amaterskih dramskih skupin so nastopale dramske skupine, ki delujejo v okviru posameznih slovenskih društev in šolske dramske skupine, a tudi posamezniki, ki so sestavili posebno amatersko dramsko skupino izrecno za nastopanje na festivalu. Med prelistanjem festivalskih brošur se lahko opazi, da je mnogo otrok in mladostnikov iz prvih izvedb nato nadaljevalo z gledališčem (nekateri so postali celo profesionalni igralci) in so v naslednjih letih režirali ali celo napisali kakšno dramsko uprizoritev. Mnogo mentorjev in režiserjev pa se je udeležilo skoraj vseh festivalov z različnimi amaterskimi dramskimi skupinami. Ob festivalu so prirejali tudi okrogle mize in posebne posvete o gledališču nasploh, kjer je bila priložnost za srečanje med raznimi predstavniki te vrste ljubiteljskega kulturnega ustvarjanja.